# Federico Ceccherini
Federico Ceccherini (Livorno, 11 maggio 1992) è un calciatore italiano, difensore della Cremonese.

## Caratteristiche tecniche
Difensore centrale dal fisico longilineo. Abile nell'anticipo e attento nelle chiusure, è dotato anche di una buona elevazione. È un giocatore duttile, che può essere impiegato anche come terzino. Nel settore giovanile ha iniziato come centrocampista.

## Carriera

### Club

#### Livorno
Federico Ceccherini cresce nel settore giovanile del Livorno, con cui disputa due campionati primavera.

#### Il prestito alla Pistoiese
Nell'estate del 2011 si trasferisce in prestito alla Pistoiese, dove gioca 34 partite in Serie D.

#### Ritorno al Livorno
Tornato al Livorno al termine della stagione, il tecnico Davide Nicola decide di inserirlo in pianta stabile nell'organico della prima squadra che si appresta ad affrontare il campionato di Serie B. Segna di testa il suo primo gol in carriera nella partita Livorno-Cesena (1-0). Disputa 27 partite (più 4 nei play-off) nella stagione che vede il ritorno degli amaranto in massima serie. Esordisce da titolare in Serie A alla prima giornata del campionato 2013-2014, in Livorno-Roma (0-2), disputata il 25 agosto 2013. Gioca stabilmente da titolare sia in quella stagione in massima serie, che nelle successive due annate in Serie B.

#### Crotone
Il 6 luglio 2016 viene acquistato a titolo definitivo dal Crotone, con cui si lega fino al 2019. In Calabria ritrova come allenatore Davide Nicola che lo aveva lanciato da titolare fra i professionisti.
Il 22 gennaio 2017 trova il primo gol con i calabresi, e anche il primo gol in Serie A, siglando il definitivo 2-2 sul campo del Genoa. Torna al gol più di un anno dopo, il 13 maggio 2018, nel 2-2 contro la Lazio.

#### Fiorentina, Verona e Fatih Karagumruk
Il 12 luglio 2018 diventa ufficialmente un giocatore della Fiorentina per una cifra di circa 3 milioni di euro, firmando un contratto fino al 2022.
Dopo due stagioni con la maglia viola il 5 ottobre 2020 passa in prestito al Verona. Il 18 aprile 2022 realizza il suo primo gol con gli scaligeri (oltre che il primo in A a 4 anni di distanza dall'ultimo) nel successo per 1-2 in casa dell'Atalanta.
Il 15 agosto 2023, Ceccherini viene ceduto in prestito per una stagione ai turchi del Fatih Karagümrük, insieme al compagno di squadra Kevin Lasagna.

#### Cremonese
Il 30 agosto 2024 viene ceduto a titolo definitivo alla Cremonese. Il 12 gennaio 2025 segna il suo primo gol con i grigiorossi nel successo per 3-0 in casa del Frosinone. 

### Nazionale
Federico Ceccherini viene convocato per la prima volta nella nazionale Under-21 il 9 ottobre 2013 in vista della partita contro il Belgio, valida per le qualificazioni Europei Under-21 del 2015.
Dal 10 al 12 marzo 2014 è stato convocato dal CT della nazionale maggiore Cesare Prandelli per uno stage organizzato allo scopo di visionare giovani giocatori in vista dei Mondiali 2014.

## Statistiche

### Presenze e reti nei club
Statistiche aggiornate al 7 gennaio 2025.
| Stagione          | Squadra           | Campionato        | Campionato | Campionato | Coppe nazionali | Coppe nazionali | Coppe nazionali | Coppe continentali | Coppe continentali | Coppe continentali | Altre coppe | Altre coppe | Altre coppe | Totale | Totale |
| Stagione          | Squadra           | Comp              | Pres       | Reti       | Comp            | Pres            | Reti            | Comp               | Pres               | Reti               | Comp        | Pres        | Reti        | Pres   | Reti   |
| ----------------- | ----------------- | ----------------- | ---------- | ---------- | --------------- | --------------- | --------------- | ------------------ | ------------------ | ------------------ | ----------- | ----------- | ----------- | ------ | ------ |
| 2011-2012         | Pistoiese         | D                 | 34         | 0          | CI-D            | 1               | 0               | -                  | -                  | -                  | -           | -           | -           | 35     | 0      |
| 2012-2013         | Livorno           | B                 | 27+4       | 1+0        | CI              | 3               | 0               | -                  | -                  | -                  | -           | -           | -           | 34     | 1      |
| 2013-2014         | Livorno           | A                 | 32         | 0          | CI              | 1               | 0               | -                  | -                  | -                  | -           | -           | -           | 33     | 0      |
| 2014-2015         | Livorno           | B                 | 27         | 1          | CI              | 1               | 0               | -                  | -                  | -                  | -           | -           | -           | 28     | 1      |
| 2015-2016         | Livorno           | B                 | 32         | 2          | CI              | 2               | 0               | -                  | -                  | -                  | -           | -           | -           | 34     | 2      |
| Totale Livorno    | Totale Livorno    | Totale Livorno    | 118+4      | 4          |                 | 7               | 0               |                    | -                  | -                  |             | -           | -           | 129    | 4      |
| 2016-2017         | Crotone           | A                 | 35         | 1          | CI              | 1               | 0               | -                  | -                  | -                  | -           | -           | -           | 36     | 1      |
| 2017-2018         | Crotone           | A                 | 36         | 1          | CI              | 0               | 0               | -                  | -                  | -                  | -           | -           | -           | 36     | 1      |
| Totale Crotone    | Totale Crotone    | Totale Crotone    | 71         | 2          |                 | 1               | 0               |                    | -                  | -                  |             | -           | -           | 72     | 2      |
| 2018-2019         | Fiorentina        | A                 | 15         | 0          | CI              | 2               | 0               | -                  | -                  | -                  | -           | -           | -           | 17     | 0      |
| 2019-2020         | Fiorentina        | A                 | 15         | 0          | CI              | 2               | 0               | -                  | -                  | -                  | -           | -           | -           | 17     | 0      |
| ott. 2020         | Fiorentina        | A                 | 3          | 0          | CI              | 0               | 0               | -                  | -                  | -                  | -           | -           | -           | 3      | 0      |
| Totale Fiorentina | Totale Fiorentina | Totale Fiorentina | 33         | 0          |                 | 4               | 0               |                    | -                  | -                  |             | -           | -           | 37     | 0      |
| 2020-2021         | Verona            | A                 | 25         | 0          | CI              | 1               | 0               | -                  | -                  | -                  | -           | -           | -           | 26     | 0      |
| 2021-2022         | Verona            | A                 | 34         | 1          | CI              | 1               | 0               | -                  | -                  | -                  | -           | -           | -           | 35     | 1      |
| 2022-2023         | Verona            | A                 | 22         | 2          | CI              | 1               | 0               | -                  | -                  | -                  | -           | -           | -           | 23     | 2      |
| Totale Verona     | Totale Verona     | Totale Verona     | 81         | 3          |                 | 3               | 0               |                    | -                  | -                  |             | -           | -           | 84     | 3      |
| 2023-2024         | Fatih Karagümrük  | SL                | 27         | 1          | TK              | 4               | 0               | -                  | -                  | -                  | -           | -           | -           | 31     | 1      |
| 2024-2025         | Cremonese         | B                 | 4          | 0          | CI              | 0               | 0               | -                  | -                  | -                  | -           | -           | -           | 4      | 0      |
| Totale carriera   | Totale carriera   | Totale carriera   | 376        | 10         |                 | 20              | 0               |                    | -                  | -                  | -           | -           | -           | 396    | 10     |